# Mistrovství světa v biatlonu 2015 – štafeta mužů
Štafeta mužů na Mistrovství světa v biatlonu 2015 se konala v sobotu 14. března v lyžařském středisku v Kontiolahti Stadium jako desátý závod šampionátu. Zahájení štafety proběhlo v 16:30 hodin středoevropského času. Závodu se zúčastnilo celkem 27 štafet.
Obhájcem titulu byl tým Norska, který v závodě získal stříbrné medaile. Úřadujícím olympijským vítězem v této disciplíně ze sočských her byla štafeta Ruska, která tentokrát skončila těsně před stupni vítězů na 4. místě.
Šestou zlatou medaili v historii získalo Německo, které ve složení Erik Lesser, Daniel Böhm, Arnd Peiffer a Simon Schempp zvítězilo před druhým Norskem. Bronzové medaile brali biatlonisté Francie.

## Výsledky
| Pořadí | Č. | Stát                                                                                 | Čas                                       | Střelba (L+S)                            | Ztráta  |
| --- | -- | ------------------------------------------------------------------------------------ | ----------------------------------------- | ---------------------------------------- | ------- |
| Zlatá medaile                                                                                             | 3  | Německo Erik Lesser Daniel Böhm Arnd Peiffer Simon Schempp                           | 1:13:49,5 18:33,9 18:50,8 18:24,7 18:00,1 | 0+0 0+3 0+0 0+0 0+0 0+2 0+0 0+0 0+0 0+1  | —       |
| Stříbrná medaile                                                                                          | 2  | Norsko Ole Einar Bjørndalen Tarjei Bø Johannes Thingnes Bø Emil Hegle Svendsen       | 1:14:04,9 18:27,5 19:05,3 18:31,9 18:00,2 | 0+0 0+6 0+0 0+0 0+0 0+3 0+0 0+2 0+0 0+1  | +15,4   |
| Bronzová medaile                                                                                          | 4  | Francie Simon Fourcade Jean-Guillaume Béatrix Quentin Fillon Maillet Martin Fourcade | 1:14:23,1 18:28,8 18:52,8 19:08,3 17:53,2 | 0+3 0+1 0+0 0+0 0+1 0+1 0+1 0+0          | +33,6   |
| 4. | 1  | Rusko (r) Jevgenij Garaničev Alexej Volkov Dmitrij Malyško Anton Šipulin             | 1:14:39,2 19:19,1 18:52,3 18:36,8 17:51,0 | 1+6 0+0 1+3 0+0 0+2 0+0 0+0 0+0 0+1 0+0  | +49,7   |
| 5. | 5  | Rakousko Daniel Mesotitsch Sven Grossegger Simon Eder Dominik Landertinger           | 1:14:44,3 19:16,8 18:23,1 18:54,7 18:09,7 | 0+0 1+4 0+0 1+3 0+0 0+0 0+0 0+1 0+0 0+0  | +54,8   |
| 6. | 8  | Česko Michal Krčmář Jaroslav Soukup Michal Šlesingr Ondřej Moravec                   | 1:14:44,6 18:45,1 18:54,9 18:24,8 18:39,8 | 0+4 0+2 0+0 0+0 0+1 0+0 0+0 0+2 0+3 0+0  | +55,1   |
| 7. | 11 | Švýcarsko Mario Dolder Benjamin Weger Serafin Wiestner Ivan Joller                   | 1:15:38,3 19:09,9 18:22,4 18:59,4 19:06,6 | 0+1 0+6 0+0 0+3 0+0 0+0 0+0 0+2 0+1 0+1  | +1:48,8 |
| 8. | 9  | Slovinsko Janez Marič Klemen Bauer Jakov Fak Rok Tršan                               | 1:15:38,7 19:21,4 18:46,9 18:20,9 19:09,5 | 0+4 0+2 0+0 0+1 0+2 0+1 0+0 0+0 0+2 0+0  | +1:49,2 |
| 9. | 7  | Ukrajina Dmytro Pidrušnyj Artem Pryma Alexandr Žyrnyj Serhij Semenov                 | 1:16:21,0 19:18,6 18:56,6 19:20,6 18:45,2 | 0+2 0+1 0+0 0+1 0+0 0+0 0+1 0+0          | +2:31,5 |
| 10. | 12 | Bělorusko Vladimir Čepelin Dmitrij Djužev Dmitrij Abašeu Jurij Ljadov                | 1:16:24,2 18:57,2 19:00,6 19:54,4 18:32,0 | 0+6 0+5 0+3 0+1 0+2 0+1 0+1 0+0 0+0 0+3  | +2:34,7 |
| 11. | 14 | Slovensko Tomáš Hasilla Matej Kazár Miroslav Matiaško Martin Otčenáš                 | 1:46:46,5 19:27,9 18:45,0 19:44,2 18:49,4 | 0+2 0+6 0+1 0+1 0+0 0+1 0+0 0+2 0+1 0+2  | +2:57,0 |
| 12. | 10 | Itálie Christian De Lorenzi Lukas Hofer Thomas Bormolini Dominik Windisch            | 1:16:52,7 18:58,8 18:23,5 20:42,9 18:47,5 | 1+4 0+5 0+0 0+3 0+1 0+0 1+3 0+0 0+0 0+2  | +3:03,2 |
| 13. | 25 | Finsko Jarkko Kauppinen Ahti Toivanen Olli Hiidensalo Tuomas Grönman                 | 1:17:18,6 18:57,8 19:33,7 19:09,5 19:33,6 | 0+4 0+3 0+0 0+1 0+1 0+1 0+1 0+0 0+2 0+1  | +3:29,1 |
| 14. | 20 | USA Lowell Bailey Leif Nordgren Tim Burke Sean Doherty                               | 1:17:21,1 18:57,8 18:58,5 20:15,1 19:09,7 | 0+5 2+6 0+0 0+2 0+1 0+1 0+1 2+3 0+3 0+0  | +3:31,6 |
| 15. | 15 | Estonsko Kauri Kõiv Kalev Ermits Rene Zahkna Roland Lessing                          | 1:17:22,0 19:35,5 19:05,7 20:04,1 18:36,7 | 0+2 0+5 0+0 0+1 0+0 0+2 0+2 0+1 0+0 0+1  | +3:32,5 |
| 16. | 13 | Bulharsko Krasimir Anev Ivan Zlatev Vladimir Iljev Dimitar Gerdžikov                 | 1:17:29,5 18:54,5 19:30,2 18:48,1 20:16,7 | 1+7 0+5 0+2 0+0 0+2 0+1 0+0 0+2 1+3 0+3  | +3:40,0 |
| 17. | 16 | Kazachstán Jan Savickij Anton Pantov Maxim Braun Vasilij Podkorytov                  | 1:17:55,7 19:08,0 19:38,9 19:26,3 19:42,5 | 0+0 0+3 0+0 0+1 0+0 0+0 0+0 0+1          | +4:06,2 |
| 18. | 17 | Švédsko Tobias Arwidson Peppe Femling Christofer Eriksson Ted Armgren                | 1:18:12,0 19:19,3 18:47,1 20:51,4 19:14,2 | 0+3 2+3 0+2 0+0 0+1 0+0 0+0 2+3 0+0 0+0  | +4:22,5 |
| 19. | 6  | Kanada Christian Gow Nathan Smith Scott Gow Brendan Green                            | 1:18:52,9 19:47,5 18:18,9 21:31,5 19:15,0 | 2+5 0+4 0+2 0+1 0+0 0+0 2+3 0+2 0+0 0+1  | +5:03,4 |
| 20. | 21 | Polsko Mateusz Janik Łukasz Szczurek Grzegorz Guzik Krzysztof Pływaczyk              | LAP 20:22,3 19.39,1 21:06,8               | 1+5 0+5 0+1 0+3 0+0 0+1 1+3 0+1 0+1 0+0  | +9:99,8 |
| 21. | 24 | Japonsko Kazuja Inomata Cukasa Kobonoki Mikito Tačizaki Rjo Maeda                    | LAP 20:10,0 20:03,9 20:03,5               | 0+6 0+9 0+2 0+3 0+1 0+2 0+2 0+1 0+1 0+3  | +9:99,8 |
| 22. | 18 | Rumunsko George Buta Remus Faur Marian Marcel Dănilă Cornel Puchianu                 | LAP 19:09,8 20:04,2 21:06,8               | 0+5 4+7 0+0 0+1 0+3 0+0 0+1 1+3 0+1 3+3  | +9:99,8 |
| 23. | 22 | Litva Tomas Kaukėnas Karol Dombrovski Vytautas Strolia Rokas Suslavičius             | LAP 19:14,1 19:41,7 22:06,2               | 1+4 1+11 0+1 0+3 0+0 0+2 1+3 1+3 0+0 0+3 | +9:99,8 |
| 24. | 19 | Spojené království Lee-Steve Jackson Scott Dixon Kevin Kane Marcel Laponder          | LAP 19:34,6 20.47,9 21:39,8               | 0+3 0+7 0+0 0+3 0+1 0+1 0+0 0+2 0+2 0+1  | +9:99,8 |
| 25. | 26 | Jižní Korea Jun Je-uk Kim Jong-min Kim Jong-gju Lee Su-joung                         | LAP 20:11,7 20:59,8 21:47,1               | 1+8 1+8 0+2 0+0 0+1 0+2 0+2 0+3 1+3 1+3  | +9:99,8 |
| 26. | 23 | Lotyšsko Rolands Pužulis Toms Praulītis Roberts Slotiņš Aleksandrs Patrijuks         | LAP 20:53,3 22:54,2 21:12,4               | 0+5 4+8 0+0 1+3 0+1 3+3 0+2 0+0 0+2 0+2  | +9:99,8 |
| 27 | 27 | Srbsko Damir Rastić Edin Hodžić Dejan Krsmanović Ajlan Rastić                        | LAP 21:42,3 21:58,0 24:20,2               | 4+10 0+7 1+3 0+1 0+1 0+3 3+3 0+3 0+3     | +9:99,8 |
| Č. – startovní číslo týmu, LAP – tým byl předběhnut o kolo, r – vedoucí tým disciplíny ve světovém poháru |    |                                                                                      |                                           |                                          |         |